# Wurmbea saccata
Wurmbea saccata är en tidlöseväxtart som beskrevs av Terry Desmond Macfarlane och S.J.van Leeuwen. Wurmbea saccata ingår i släktet Wurmbea och familjen tidlöseväxter. Inga underarter finns listade i Catalogue of Life.